# Paulhe
Paulhe ist eine französische Gemeinde mit 365 Einwohnern (Stand: 1. Januar 2022) im Département Aveyron in der Region Okzitanien. Sie gehört zum Arrondissement Millau und zum Kanton Millau-2. Die Einwohner werden Paulhiens genannt.

## Lage
Paulhe liegt etwa sechs Kilometer nordnordöstlich des Stadtzentrums von Millau in der historischen Landschaft Rouergue. Der Tarn begrenzt die Gemeinde im Westen. Umgeben wird Paulhe von den Nachbargemeinden Compeyre im Norden, La Cresse im Nordosten, Millau im Osten und Süden sowie Aguessac im Westen und Nordwesten. Das Gemeindegebiet gehört zum Regionalen Naturpark Grands Causses.

## Bevölkerungsentwicklung
| Jahr                       | 1962 | 1968 | 1975 | 1982 | 1990 | 1999 | 2006 | 2019 |
| Einwohner                  | 184  | 150  | 171  | 231  | 288  | 312  | 355  | 373  |
| Quellen: Cassini und INSEE |      |      |      |      |      |      |      |      |

## Sehenswürdigkeiten

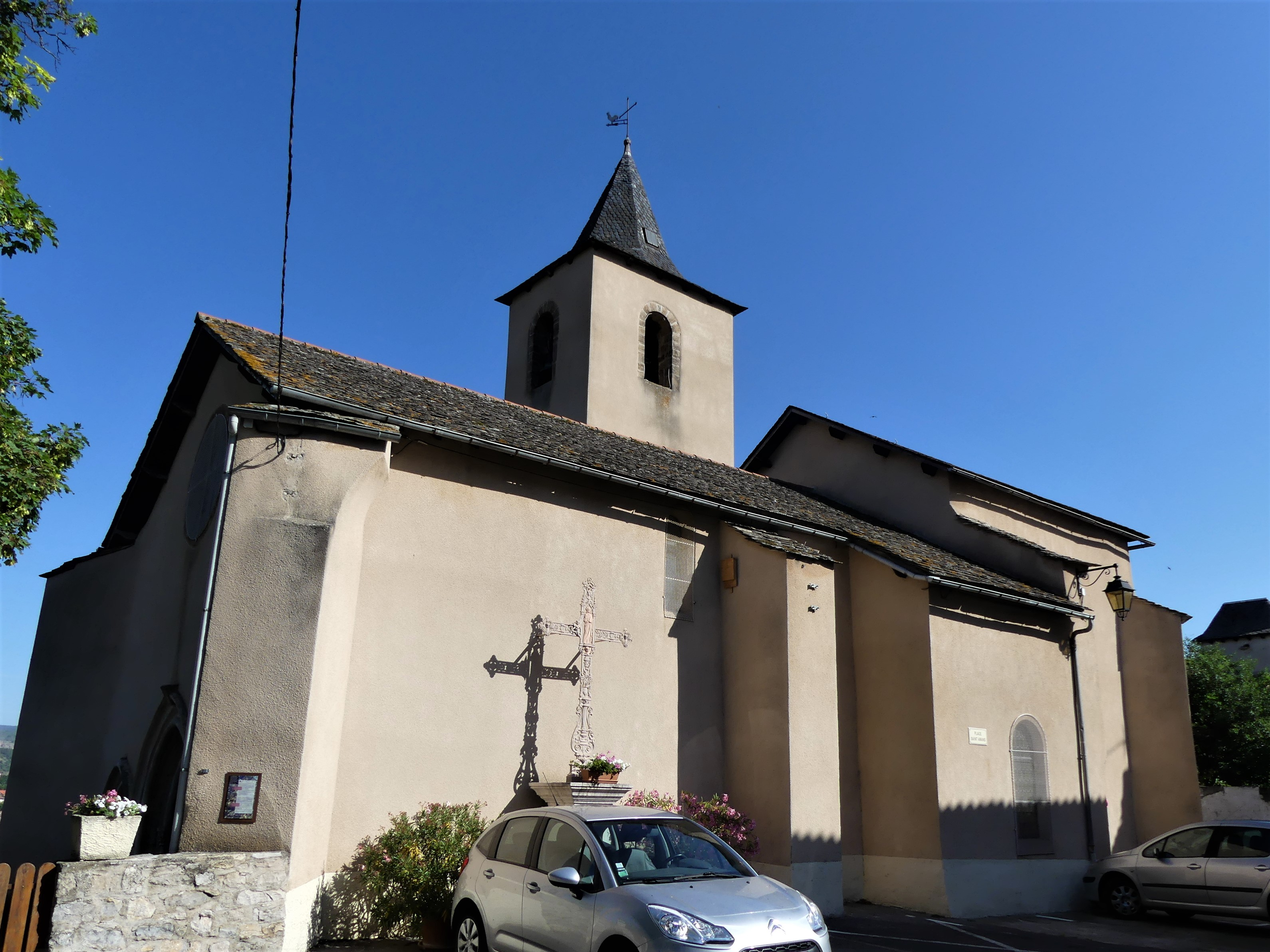
Kirche Saint-Amans und Saint-Loup
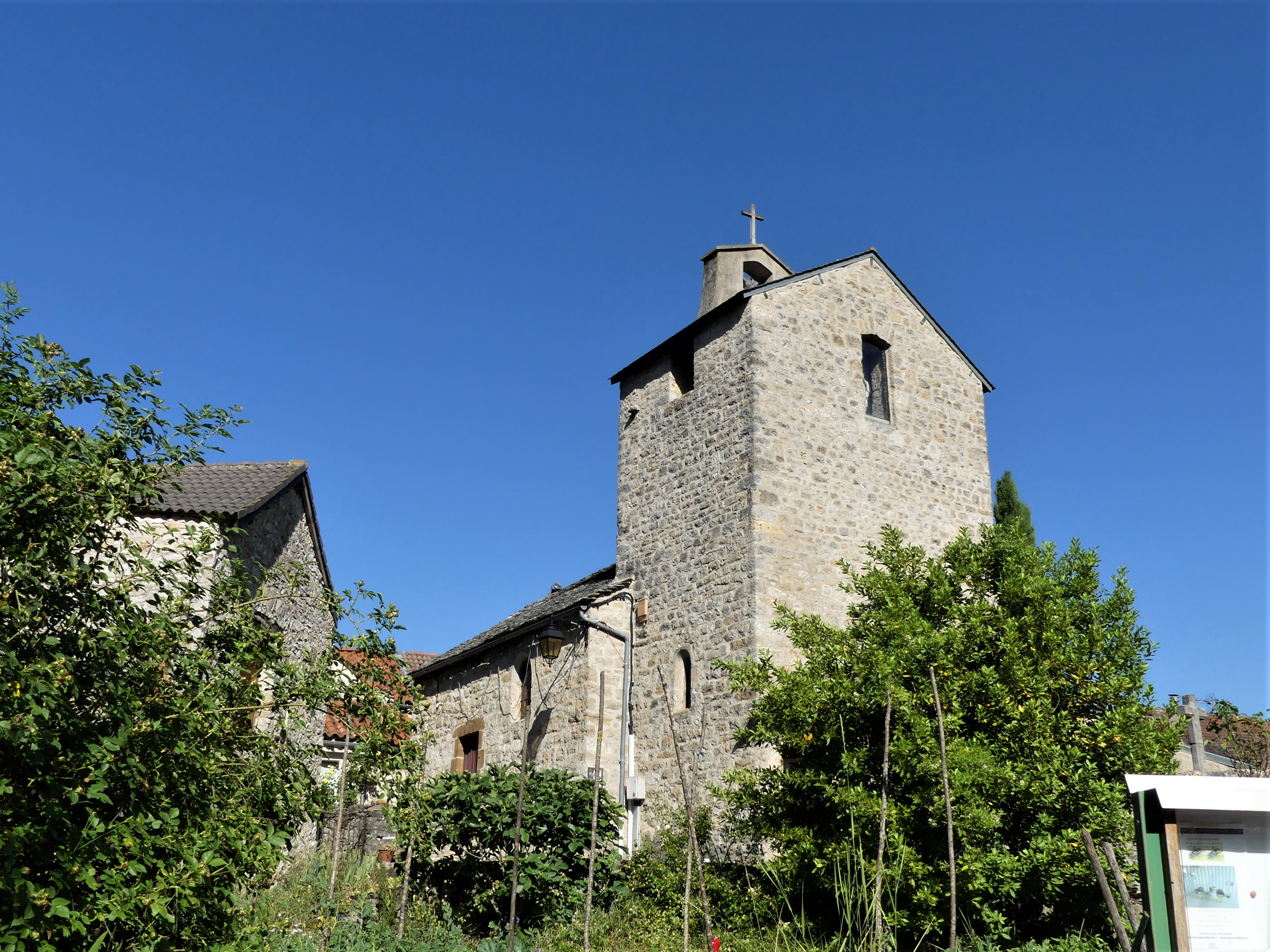
Kapelle Saint-Pierre im Ortsteil Carbassas
- Haus La Cerise

- Kirche Saint-Amans und Saint-Loup
- Kapelle Saint-Pierre